# Adolf Schleicher
Adolf Schleicher (* 1887 in Köln; † 29. Dezember 1982 in Icking) war ein deutscher Maler und Kunstpädagoge mit eigener Schule.

## Leben
Der in Köln geborene Schleicher machte zuerst eine von ihm ungeliebte Banklehre. Dem nervlichen Zusammenbruch 1914 folgte ein langer Sanatoriumsaufenthalt am Gardasee, wo er sich intensiv mit der Malerei beschäftigen konnte. Privat bei dem Maler Wilhelm Eckstein in Düsseldorf ließ er sich künstlerisch ausbilden. Seit 1926 lebte Schleicher in dem von ihm gebauten – jetzt denkmalgeschützten – Haus am Schleichersteig in Icking im Isartal. Neben seiner künstlerischen Tätigkeit war er Begründer der „Ickinger Sonntagsgespräche“. Sein Grab ist auf dem Ickinger Waldfriedhof.
Schleicher war Mitglied der Reichsschrifttumskammer und der Reichskammer der bildenden Künste seit 1935. Er trat 1937 der NSDAP bei.